# Dent d’Hérens
Dent d’Hérens (4171 m n.p.m.) – szczyt w Alpach Pennińskich na granicy Włoch (region Dolina Aosty) i Szwajcarii (kanton Valais), w masywie Matterhornu.
Pierwsze wejście zostało dokonane przez zespół: Florence Crawford Grove, William Edward Hall, Reginald Somerled Macdonald, Montagu Woodmass, Melchior Anderegg, Jean-Pierre Cachat i Peter Perren 12 sierpnia 1863. Kilka dni wcześniej szczyt atakowała grupa: Edward Whymper, Jean-Antoine Carrel i Luc Meynet, ale Whymper nalegał, aby wycofać się z drogi zachodnią granią ze względu luźne odłamy skalne. Whymper był bardzo zawiedziony, że nie wybrał drogi zdobywców przez lodowiec Grandes Murailles i napisał:
To jedyna góra w Alpach, którą zamierzałem zdobyć, a która prędzej czy później nie padła moim łupem. Nasza porażka była upokarzająca...
Pierwsze zimowe wejście zostało dokonane przez M. Piacenza, J.J. Carrell i G. B. Pellisier 16 czerwca 1910.
1300-metrowa północna ściana została pokonana przez zespół: Willi Welzenbach i Eugen Allwein 10 sierpnia 1925, a w dniach 14–17 marca 1964 była sceną poważnego wypadku i długiej akcji ratunkowej. Po zdobyciu ściany i biwaku na szczycie połączony zespół niemiecko (Gerhard Deves i Leo Herncarek), polsko (Jerzy Hajdukiewicz i Krzysztof Berbeka), szwajcarski (Eckhart Grassmann, Pierre Monkewitz i Dieter Naef) miał dwa groźne odpadnięcia, jedno o długości 200 metrów. Wspinacze zostali unieruchomieni na ścianie przez cztery dni, dopóki nie zostali uwolnieni przez ratowników. Krzysztof Berbeka zmarł w szpitalu, a Leo Herncarek i Dieter Naef musieli zostać poddani amputacjom.